# 佐々木あや乃
佐々木 あや乃（ささき あやの、1966年4月 - ）は、日本の文学者。専門はペルシア古典文学。東京外国語大学総合国際学研究院（言語文化部門・文化研究系）教授。文学博士（テヘラン大学）。

## 学歴
- 1989年3月 東京外国語大学外国語学部ペルシア語学科卒業
- 1992年3月 東京外国語大学大学院外国語学研究科アジア第二言語専攻修士課程修了
- 1995年3月 東京外国語大学大学院地域文化研究科博士後期課程単位取得退学
- 1999年2月 テヘラン大学文学部留学生コース修士課程修了
- 2003年4月 テヘラン大学文学部留学生コース博士課程修了

## 職歴
- 1995年4月 東京外国語大学外国語学部 助手
- 2004年4月 同 講師
- 2006年4月 同 助教授
- 2009年4月 東京外国語大学総合国際学研究院 言語文化部門文化研究系 准教授（大学院重点化に伴う配置換え）
- 2020年4月 同 教授

## 研究業績
- 「ハーフェズとイスラーム―狂信的イスラームへの批判―」　『総合文化研究』8号　pp.104-121. 2005年3月9日
- 「ペルシア古典文学にみる表象―ハーフェズの「人間」への考察―」　『総合文化研究』5号　pp.63-75. 2002年3月20日

## 刊行著作
- アッタール『神の書　イスラーム神秘主義と自分探しの旅』、平凡社〈東洋文庫〉、2019年8月